# Operación Ártico
Operación Ártico (noruego: Operasjon Arktis) es una película noruega de aventura familiar del 2014. La película narra sobre la supervivencia de tres niños que están solos en una isla de Svalbard. Basado en el libro homónimo de Leif Hamre de 1971.

## Argumento
Por un error, Julia una chica de 13 años, y sus hermanos menores Ida y Sindre quedan abandonados en la isla de Halvmåneøya del archipiélago Svalbard en el Océano Ártico.
Aislados del continente, los muchachos enfrentan los peligros de los animales salvajes así como las tormentas invernales y ventosas propias del Ártico, a la vez que deben encontrar comida para así sobrevivir el tiempo suficiente hasta ser encontrados y rescatados.

## Reparto
- Kaisa Gurine Antonsen como Julia
- Ida Leonora Valestrand Eike como Ida
- Leonard Valestrand como Sindre
- Line Verndal como Mor
- Nicolai Cleve Broch como Far
- Kristofer Hivju como Fangstmann
- Lars Arentz-Hansen como Oberst Holm.
- Per Kjerstad como Myrmo.
- Evy Kasseth Røsten como Hendriksen.

## Enlaces Eternos
- Operasjon Arktis (en)
- Operasjon Arktis 2014 (no)
- Operasjon Arktis (no)
- Operation Arctic (2014) (en)
- Opération Arctique (fr)
- Operasjon Arktis (2014) (nl)
- Operation Arctic (2014) (en)
- Operation Arctic (en)

- Datos: Q19384587